# Aka Iwa (kulle)
Aka Iwa är en kulle i Antarktis. Den ligger i Östantarktis. Norge gör anspråk på området. Toppen på Aka Iwa är 12 meter över havet.
Terrängen runt Aka Iwa är kuperad åt sydost, men västerut är den platt. Havet är nära Aka Iwa åt nordväst. Trakten är obefolkad. Det finns inga samhällen i närheten. 